# Lijst van voetbalinterlands Cyprus - Slovenië
Deze lijst van voetbalinterlands is een overzicht van alle officiële voetbalwedstrijden tussen de nationale teams van Cyprus en Slovenië. De landen speelden tot op heden twaalf keer tegen elkaar. De eerste ontmoeting, een vriendschappelijke wedstrijd, werd gespeeld in Larnaca op 18 november 1992. Het laatste duel, een kwalificatiewedstrijd voor het Wereldkampioenschap voetbal 2022, vond plaats op 14 november 2021 in Ljubljana.

## Wedstrijden
| №  | Plaats    | Datum             | Competitie                  | Wedstrijd         | Uitslag |
| -- | --------- | ----------------- | --------------------------- | ----------------- | ------- |
| 1  | Larnaca   | 18 november 1992  | Vriendschappelijk           | Cyprus – Slovenië | 1 – 1   |
| 2  | Maribor   | 27 april 1994     | Vriendschappelijk           | Slovenië – Cyprus | 3 – 0   |
| 3  | Limasol   | 9 februari 1998   | Vriendschappelijk           | Cyprus – Slovenië | 1 – 0   |
| 4  | Ljubljana | 2 april 2003      | EK 2004 kwalificatie        | Slovenië – Cyprus | 4 – 1   |
| 5  | Limasol   | 11 oktober 2003   | EK 2004 kwalificatie        | Cyprus – Slovenië | 2 – 2   |
| 6  | Larnaca   | 28 februari 2006  | Vriendschappelijk           | Cyprus – Slovenië | 0 – 1   |
| 7  | Maribor   | 12 oktober 2012   | WK 2014 kwalificatie        | Slovenië − Cyprus | 2 − 1   |
| 8  | Nicosia   | 10 september 2013 | WK 2014 kwalificatie        | Cyprus − Slovenië | 0 − 2   |
| 9  | Nicosia   | 9 september 2018  | UEFA Nations League 2018/19 | Cyprus − Slovenië | 2 − 1   |
| 10 | Ljubljana | 16 oktober 2018   | UEFA Nations League 2018/19 | Slovenië − Cyprus | 1 − 1   |
| 11 | Nicosia   | 30 maart 2021     | WK 2022 kwalificatie        | Cyprus – Slovenië | 1 − 0   |
| 12 | Ljubljana | 14 november 2021  | WK 2022 kwalificatie        | Slovenië − Cyprus | 2 − 1   |

## Samenvatting
| Competitie          | Totaal gespeeld | Winst Cyprus | Gelijk | Winst Slovenië | Doelsaldo Cyprus – Slovenië |
| ------------------- | --------------- | ------------ | ------ | -------------- | --------------------------- |
| WK-kwalificatie     | 4               | 1            | 0      | 3              | 3 − 6                       |
| EK-kwalificatie     | 2               | 0            | 1      | 1              | 3 − 6                       |
| UEFA Nations League | 2               | 1            | 1      | 0              | 3 − 2                       |
| Vriendschappelijk   | 4               | 1            | 1      | 2              | 2 − 5                       |
| Totaal              | 12              | 3            | 3      | 6              | 11 − 19                     |

Wedstrijden bepaald door strafschoppen worden, in lijn met de FIFA, als een gelijkspel gerekend.

## Details

### Achtste ontmoeting
|                                                              |       |                                         |
| Cyprus                                                       | 0 – 2 | Slovenië                                |
|                                                              | goals | 12' Milivoje Novakovič 80' Josip Iličić |
| - Debuut van Giorgos Eleftheriou (AEL Limassol) voor Cyprus. |       |                                         |

KOP · A-internationals · Bondscoaches · Statistieken · Cypriotisch vrouwenelftal · Cyprus U21 · Cyprus U20 · Cyprus U19 · Cyprus U18 · Cyprus U17 · Cyprus U16
1960 – 1969 · 
1970 – 1979 · 
1980 – 1989 · 
1990 – 1999 · 
2000 – 2009 · 
2010 – 2019 ·
2020 − 2029
1960 · 
1961 · 
1962 · 
1963 · 
1964 · 
1965 · 
1966 · 
1967 · 
1968 · 
1969 · 
1970 · 
1971 · 
1972 · 
1973 · 
1974 · 
1975 · 
1976 · 
1977 · 
1978 · 
1979 · 
1980 · 
1981 · 
1982 · 
1983 · 
1984 · 
1985 · 
1986 · 
1987 · 
1988 · 
1989 · 
1990 · 
1991 · 
1992 · 
1993 · 
1994 · 
1995 · 
1996 · 
1997 · 
1998 · 
1999 · 
2000 · 
2001 · 
2002 · 
2003 · 
2004 · 
2005 · 
2006 · 
2007 · 
2008 · 
2009 · 
2010 · 
2011 · 
2012 · 
2013 ·
2014 ·
2015 ·
2016 ·
2017 ·
2018 ·
2019 ·
2020 ·
2021 ·
2022
Albanië ·
Andorra ·
Armenië ·
Azerbeidzjan ·
België ·
Bosnië en Herzegovina ·
Bulgarije ·
Canada ·
Denemarken ·
Duitsland ·
Engeland ·
Estland ·
Faeröer ·
Finland ·
Frankrijk ·
Georgië ·
Gibraltar · 
Griekenland ·
Hongarije ·
Ierland ·
IJsland ·
Irak ·
Iran ·
Israël ·
Italië ·
Japan ·
Joegoslavië ·
Jordanië ·
Kazachstan ·
Koeweit ·
Kosovo ·
Kroatië ·
Letland ·
Libanon ·
Litouwen ·
Luxemburg ·
Malta ·
Moldavië ·
Montenegro ·
Nederland ·
Noord-Ierland ·
Noord-Macedonië ·
Noorwegen ·
Oekraïne ·
Oostenrijk ·
Polen ·
Portugal ·
Roemenië ·
Rusland ·
San Marino ·
Saoedi-Arabië ·
Schotland ·
Servië ·
Slovenië ·
Slowakije ·
Sovjet-Unie ·
Spanje ·
Syrië ·
Tsjechië ·
Tsjecho-Slowakije ·
Wales ·
Wit-Rusland ·
Zweden ·
Zwitserland
NZS · A-internationals · Bondscoaches · Selecties · Statistieken · Sloveens vrouwenelftal · Olympisch elftal · Slovenië U21 · Slovenië U20 · Slovenië U19 · Slovenië U18 · Slovenië U17 · Slovenië U16
1991 – 1999 ·
2000 – 2009 ·
2010 – 2019 ·
2020 − 2029
EK's: 1996 · 
2000 · 
2004 · 
2008 · 
2012 · 
2016 · 
2020 · 
2024
WK's: 1998 · 
2002 · 
2006 · 
2010 · 
2014 · 
2018 ·
2022
1991 · 
1992 · 
1993 · 
1994 · 
1995 · 
1996 · 
1997 · 
1998 · 
1999 · 
2000 · 
2001 · 
2002 · 
2003 · 
2004 · 
2005 · 
2006 · 
2007 · 
2008 · 
2009 · 
2010 · 
2011 · 
2012 · 
2013 · 
2014 · 
2015 · 
2016 · 
2017 · 
2018 ·
2019 ·
2020 ·
2021 ·
2022 ·
2023 ·
2024
Albanië ·
Algerije ·
Argentinië ·
Armenië ·
Australië ·
Azerbeidzjan ·
België ·
Bosnië en Herzegovina ·
Bulgarije ·
Canada ·
China ·
Colombia ·
Cyprus ·
Denemarken ·
Duitsland ·
Engeland ·
Estland ·
Faeröer ·
 Finland ·
Frankrijk ·
Georgië ·
Ghana ·
Gibraltar ·
Griekenland ·
Honduras ·
Hongarije ·
IJsland ·
Israël ·
Italië ·
Ivoorkust ·
Joegoslavië ·
Kazachstan ·
Kosovo ·
Kroatië ·
Letland ·
Litouwen ·
Luxemburg ·
Malta ·
Mexico ·
Moldavië ·
Montenegro ·
Nederland ·
Nieuw-Zeeland ·
Noord-Ierland ·
Noord-Macedonië ·
Noorwegen ·
Oekraïne ·
Oman ·
Oostenrijk ·
Paraguay ·
Polen ·
Portugal ·
Qatar ·
Roemenië ·
Rusland ·
San Marino ·
Saoedi-Arabië ·
Schotland ·
Servië ·
Servië en Montenegro ·
Slowakije ·
Spanje ·
Trinidad en Tobago ·
Tsjechië ·
Tunesië ·
Turkije · 
Uruguay ·
Verenigde Arabische Emiraten ·
Verenigde Staten ·
Wales ·
Wit-Rusland ·
Zuid-Afrika ·
Zweden ·
Zwitserland
Algerije (2010) · 
Engeland (2010) · 
Paraguay (2002) · 
Spanje (2002) · 
Verenigde Staten (2010) · 
Zuid-Afrika (2002)